# Barcelona Dragons (ELF)
|  | Aquest article tracta sobre el nou equip de futbol americà que juga a la Lliga Europea de Futbol. Si cerqueu l'antic equip de la NFL Europa, vegeu «Barcelona Dragons». |

Els Barcelona Dragons (ELF) són un equip professional català de futbol americà, que juga en la Lliga europea de futbol americà (ELF). Aquest equip juga els partits oficials a les instal·lacions de l'Estadi Municipal de Badalona.

## Història
L'11 de gener de 2021, va ser anunciada la creació d'una nova franquícia a la ciutat de Barcelona, que formaria part dels vuit equips que participarien a la temporada inaugural de la Lliga europea de futbol americà (ELF). Inicialment el nom escollit de la franquícia va ser Gladiators i es va anunciar que l'entrenador en cap seria Adam Rita, amb experiència a la CFL. Un cop la lliga va ser presentada, al març de 2021, es va anunciar un acord amb la NFL que permetia a les noves franquícies utilitzar els noms de l'antiga NFL Europe. Aquest acord va propiciar que la franquícia catalana fos rebatejada a Barcelona Dragons.
Big Ten Football, amb un capital social de 3.000€, és una empresa que es va crear per a la gestió esportiva dels Barcelona Dragons. Bart Iaccarino, exjugador i exentrenador de futbol americà, és l'administrador i únic soci d'aquesta empresa, la qual te els drets de la franquicia Barcelona Dragons. Per a la primera temporada del 2021, la franquícia va preveure un pressupost de 400.000€.
El 22 de maig de 2023 s'anuncia que el grup inversor nord-americà Elite Sports Equity, ha adquirit el 60% de les accions de la franquicia. El 40% d'accions restants queden en mans de Bart Iaccarino, el qual seguirà sent el General Manager de l'equip i copropietari de la franquicia. El 19 de juliol de 2023 el grup Elite Sports Equity adquireix la totalitat de les accions de la franquicia i en Jason Anthony Robinson passa a ser l'únic administrador de l'empresa Big Ten Football.
Les dues primeres temporades, l'equip va fer els entrenaments i els partits oficials a les instal·lacions de l'Estadi Municipal de Reus. A partir de la temporada 2023, un acord amb el FC Terrassa i l'Ajuntament de Terrassa, va permetre a l'equip jugar els partits oficials a l'Estadi Olímpic de Terrassa.

## Temporada 2021
La primera temporada dels Barcelona Dragons es va iniciar el 19 de juny de 2021 a l'Estadi Municipal de Reus davant de 1.100 espectadors. L'equip rival van ser els alemanys Stuttgart Surge. El corredor (RB) valencià Antonio Montón va ser el primer jugador a marcar un touchdown en la nova etapa d'aquest equip. El partit va ser guanyat pels alemanys per un ajustat 17 a 21. Els Barcelona Dragons van aconseguir la primera victòria de la temporada a la sisena setmana de competició davant els Berlin Thunder a l'Estadi Municipal de Reus per un resultat de 41 a 16. Posteriorment aconseguirien dues victòries més, a domicili davant els Cologne Centurions i com a visitant al camp dels Stuttgart Surge. Les tres victòries els permetrien arribar a la desena setmana amb opcions d'entrar als playoffs, però les van perdre el 22 d'agost de 2021 al camp dels Berlin Thunder al ser derrotats per 19 a 3. L'últim partit de la temporada de l'equip català es va jugar el 28 d'agost de 2021 a domicili davant 1.386 espectadors. L'equip visitant va ser el Frankfurt Galaxy que van guanyar el partit per 14 a 22.
Durant la temporada, varis jugadors dels Barcelona Dragons van rebre la distinció de millors jugadors de la jornada (MVP) per part de l'European League of Football (ELF). Els jugadors premiats van ser el receptor (WR) Jean Constant a la sisena setmana i el rerequart (QB) Zach Edwards a la vuitena setmana.
El 3 d'octubre de 2021 es va celebrar l'All Star Game, un partit amistós entre una selecció de jugadors de l'European Football League (ELF) i la U. S. Federation of American Football. Per part dels Dragons hi van participar els jugadors Andy Vera, Niko Lester i Remi Bertellin representant a Europa i el jugador Nicholas Moller representant als USA.
| Setmana | Equip local        | Resultat           | Equip visitant     | Estadi                      | Espectadors        |
| ------- | ------------------ | ------------------ | ------------------ | --------------------------- | ------------------ |
| 01      | Barcelona Dragons  | 17 - 21            | Suttgart Surge     | Estadi Municipal de Reus    | 1.100              |
| 02      | Cologne Centurions | 49 - 12            | Barcelona Dragons  | Suedstadion Koeln (Cologne) | 2.500              |
| 03      | Barcelona Dragons  | 14 - 32            | Hamburg Sea Devils | Estadi Municipal de Reus    | 1.300              |
| 04      | Setmana de descans | Setmana de descans | Setmana de descans | Setmana de descans          | Setmana de descans |
| 05      | Frankfurt Galaxy   | 42 - 22            | Barcelona Dragons  | PSD Bank Arena (Frankfurt)  | 1.800              |
| 06      | Barcelona Dragons  | 48 - 16            | Berlin Thunder     | Estadi Municipal de Reus    | 1.254              |
| 07      | Hamburg Sea Devils | 22 - 17            | Barcelona Dragons  | Stadion Hoheluft (Hamburg)  |                    |
| 08      | Barcelona Dragons  | 60 - 51            | Cologne Centurions | Estadi Municipal de Reus    | 775                |
| 09      | Stuttgart Surge    | 12 - 30            | Barcelona Dragons  | Gazi-Stadion (Stuttgart)    | 1.500              |
| 10      | Berlin Thunder     | 19 - 3             | Barcelona Dragons  | Jahn-Sportpark (Berlin)     |                    |
| 11      | Barcelona Dragons  | 14 - 22            | Frankfurt Galaxy   | Estadi Municipal de Reus    | 1.386              |
| 12      | Setmana de descans | Setmana de descans | Setmana de descans | Setmana de descans          | Setmana de descans |

## Temporada 2022
La segona temporada de la franquicia va comptar amb l'americà Andrew Weidinger com a Entrenador en Cap, el qual arribava amb una trajectòria de més de 10 anys a la NFL ocupant distintes posicions en el cos tècnic.
Els Barcelona Dragons començaven la lliga regular el 5 de juny de 2022 al camp dels Stuttgart Surge, iniciant una ratxa de cinc victòries consecutives. La primera derrota de la temporada arribaria a la sisena jornada, davant els Vienna Vikings a Reus, i tornarien a ensopegar la setmana següent a Turquia, davant els Istambul Rams. L'equip català, però, es va tornar a trobar amb la victòria en les següents dues jornades, arribant a la dotzena setmana de competició amb possibilitats de classificar-se matemàticament per les semifinals. Els Barcelona Dragons no ho van desaprofitar i van guanyar als Stuttgart Surge per 62 a 8 a l'Estadi Municipal de Reus assegurant-se un lloc a les semifinals. L'últim partit de lliga regular va ser el 3 de setembre a Reus, on els catalans van perdre davant els Hamburg Sea Devils per un ajustat marcador, finalitzant la temporada regular amb un balanç positiu de 8 victòries i 4 derrotes.
Els Barcelons Dragons van jugar les semifinals l'11 de setembre de 2022 a Àustria, patint una derrota per 39 a 12 davant els Vienna Vikings, que acabarien sent els campions de L'EFL d'aquella temporada.
Al finalitzar la temporada, l'ELF va nomenar Entrenador de l'Any a Andrew Weidinger i Millor Jugador Ofensiu de la Temporada al receptor Kyle Sweet en liderar la competició amb número de recepcions assolides, iardes corregudes i número d'anotacions aconseguides. El jugador californià Kyle Sweet va arribar a la franquicia provinent dels Washington State Cougars de la Primera Divisió Universitària dels Estats Units d'Amèrica i va aconseguir el màxim reconeixement de l'ELF gràcies als també bons registres assolits pel rerequart Zach Edwards.
També cal destacar els jugadors Alejandro Fernández "La Rubia" i Gabriel Rodríguez que van ser convidats a Londres a participar en la International Combine 2022, unes proves de selecció de nous jugadors organitzades per la NFL.
| Setmana | Equip local        | Resultat           | Equip visitant     | Estadi                          | Espectadors        |
| ------- | ------------------ | ------------------ | ------------------ | ------------------------------- | ------------------ |
| 01      | Suttgart Surge     | 9 - 38             | Barcelona Dragons  | GAZI-Stadion (Stuttgart)        | 2.690              |
| 02      | Hamburg Sea Devils | 21 - 24            | Barcelona Dragons  | Stadion Hoheluft (Hamburg)      | 3.447              |
| 03      | Barcelona Dragons  | 34 - 32            | Cologne Centurions | Estadi Municipal de Reus        | 980                |
| 04      | Rhein Fire         | 13 - 17            | Barcelona Dragons  | Schauinsl.-R.-Arena (Duisburg)  | 7.583              |
| 05      | Barcelona Dragons  | 41 - 7             | Istambul Rams      | Estadi Municipal de Reus        | 957                |
| 06      | Barcelona Dragons  | 20 - 27            | Vienna Vikings     | Estadi Municipal de Reus        | 1.312              |
| 07      | Setmana de descans | Setmana de descans | Setmana de descans | Setmana de descans              | Setmana de descans |
| 08      | Istambul Rams      | 22 - 19            | Barcelona Dragons  | Maltepe H.P. Stadium (Istambul) | 400                |
| 09      | Barcelona Dragons  | 33 - 23            | Rhein Fire         | Estadi Municipal de Reus        | 1.043              |
| 10      | Setmana de descans | Setmana de descans | Setmana de descans | Setmana de descans              | Setmana de descans |
| 11      | Cologne Centurions | 15 - 37            | Barcelona Dragons  | Suedstadion (Cologne)           | 820                |
| 12      | Barcelona Dragons  | 62 - 8             | Stuttgart Surge    | Estadi Municipal de Reus        | 897                |
| 13      | Vienna Vikings     | 24 - 18            | Barcelona Dragons  | Generali Arena (Vienna)         | 4.104              |
| 14      | Barcelona Dragons  | 21 - 24            | Hamburg Sea Devils | Estadi Municipal de Reus        | 963                |
| PO      | Vienna Vikings     | 39 - 12            | Barcelona Dragons  | Foot. Ravelinstrasse (Vienna)   | 900                |

## Temporada 2023
Tot i començar la competició amb dues victòries, la resta de partits de la franquicia catalana es van comptar com a derrotes, obtenint els pitjors resultats des de l'inici de la Lliga europea de futbol americà (ELF).
| Setmana | Equip local        | Resultat           | Equip visitant     | Estadi                     | Espectadors        |
| ------- | ------------------ | ------------------ | ------------------ | -------------------------- | ------------------ |
| 01      | Barcelona Dragons  | 29 - 14            | Helvetic Guards    | Estadi Olímpic de Terrassa | 1.428              |
| 02      | Milano Seamen      | 33 - 41            | Barcelona Dragons  | Velodromo Maspes-Vigorelli | 1.700              |
| 03      | Raiders Tirol      | 29 - 13            | Barcelona Dragons  | Tivoli Stadion Tirol       | 4.285              |
| 04      | Barcelona Dragons  | 15 - 39            | Munich Ravens      | Estadi Olímpic de Terrassa | 1.128              |
| 05      | Setmana de descans | Setmana de descans | Setmana de descans | Setmana de descans         | Setmana de descans |
| 06      | Helvetic Guards    | 22 - 19            | Barcelona Dragons  | Lidl Arena                 | 1.750              |
| 07      | Barcelona Dragons  | 3 - 17             | Raiders Tirol      | Estadi Olímpic de Terrassa | 1.158              |
| 08      | Stuttgart Surge    | 33 - 14            | Barcelona Dragons  | GAZI-Stadion               | 4.174              |
| 09      | Barcelona Dragons  | 6 - 37             | Paris Musketeers   | Estadi Olímpic de Terrassa | 1.543              |
| 10      | Setmana de descans | Setmana de descans | Setmana de descans | Setmana de descans         | Setmana de descans |
| 11      | Barcelona Dragons  | 28 - 33            | Milano Seamen      | Estadi Olímpic de Terrassa | 711                |
| 12      | Barcelona Dragons  | 21 - 32            | Stuttgart Surge    | Estadi Olímpic de Terrassa | 516                |
| 13      | Paris Musketeers   | 50 - 9             | Barcelona Dragons  | Stade Jean Bouin           | 3000               |
| 14      | Munich Ravens      | 55 - 0             | Barcelona Dragons  | Alpenbauer Sportpark       | 5204               |

## Temporada 2024
Per la temporada 2024 s'anuncia a David Shelton com a Entrenador en Cap provinent dels Lepzing Kings.
| Setmana | Equip local          | Resultat           | Equip visitant       | Estadi                  | Espectadors        |
| ------- | -------------------- | ------------------ | -------------------- | ----------------------- | ------------------ |
| 01      | Helvetic Mercenaries | 19 - 23            | Barcelona Dragons    | Lidl Arena              | 1.250              |
| 02      | Madrid Bravos        | 42 - 12            | Barcelona Dragons    | Estadio de Vallehermoso | 2.071              |
| 03      | Barcelona Dragons    | 7 - 63             | Tirol Riders         | Estadi de Badalona      | 1.122              |
| 04      | Barcelona Dragons    | 14 - 12            | Helvetic Mercenaries | Estadi de Badalona      | 500                |
| 05      | Barcelona Dragons    | 18 - 27            | Milano Seamen        | Estadi de Badalona      | 550                |
| 06      | Tirol Riders         | 32 - 0             | Barcelona Dragons    | Tivoli Stadion Tirol    | 2.939              |
| 07      | Barcelona Dragons    | 0 - 54             | Munich Ravens        | Estadi de Badalona      |                    |
| 08      | Barcelona Dragons    | 0 - 54             | Madrid Bravos        | Estadi de Badalona      | 1.800              |
| 09      | Setmana de descans   | Setmana de descans | Setmana de descans   | Setmana de descans      | Setmana de descans |
| 10      | Barcelona Dragons    |                    | Stuttgart Surge      |                         |                    |
| 11      | Setmana de descans   | Setmana de descans | Setmana de descans   | Setmana de descans      | Setmana de descans |
| 12      | Munich Ravens        |                    | Barcelona Dragons    |                         |                    |
| 13      | Stuttgart Surge      |                    | Barcelona Dragons    |                         |                    |
| 14      | Milano Seamen        |                    | Barcelona Dragons    |                         |                    |